# Porta Tufi
Die Porta Tufi ist ein Stadttor in Siena und Teil der Stadtmauern von Siena.

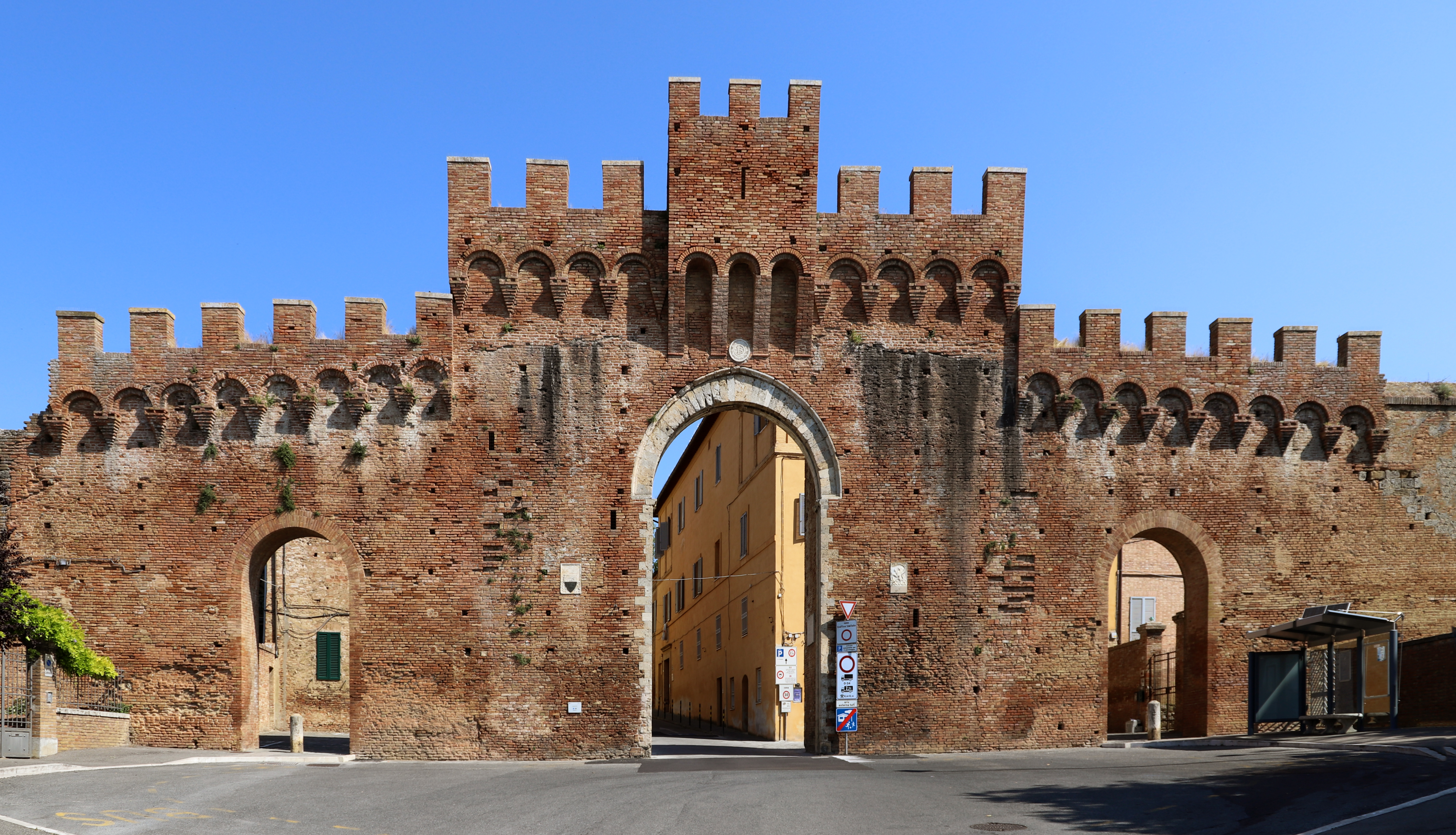
Außenfassade der Porta Tufi in Siena

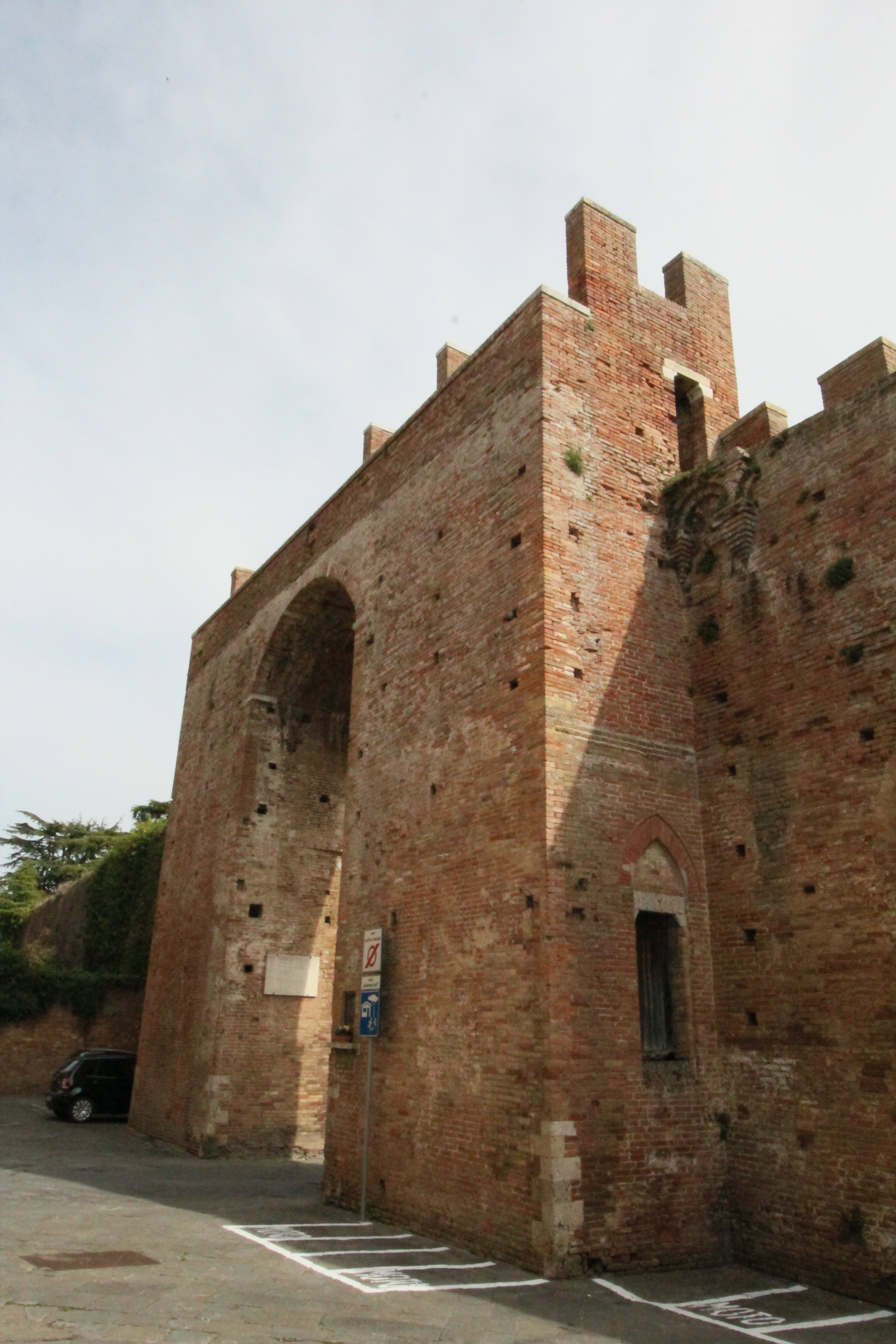
Innenfassade der Porta Tufi

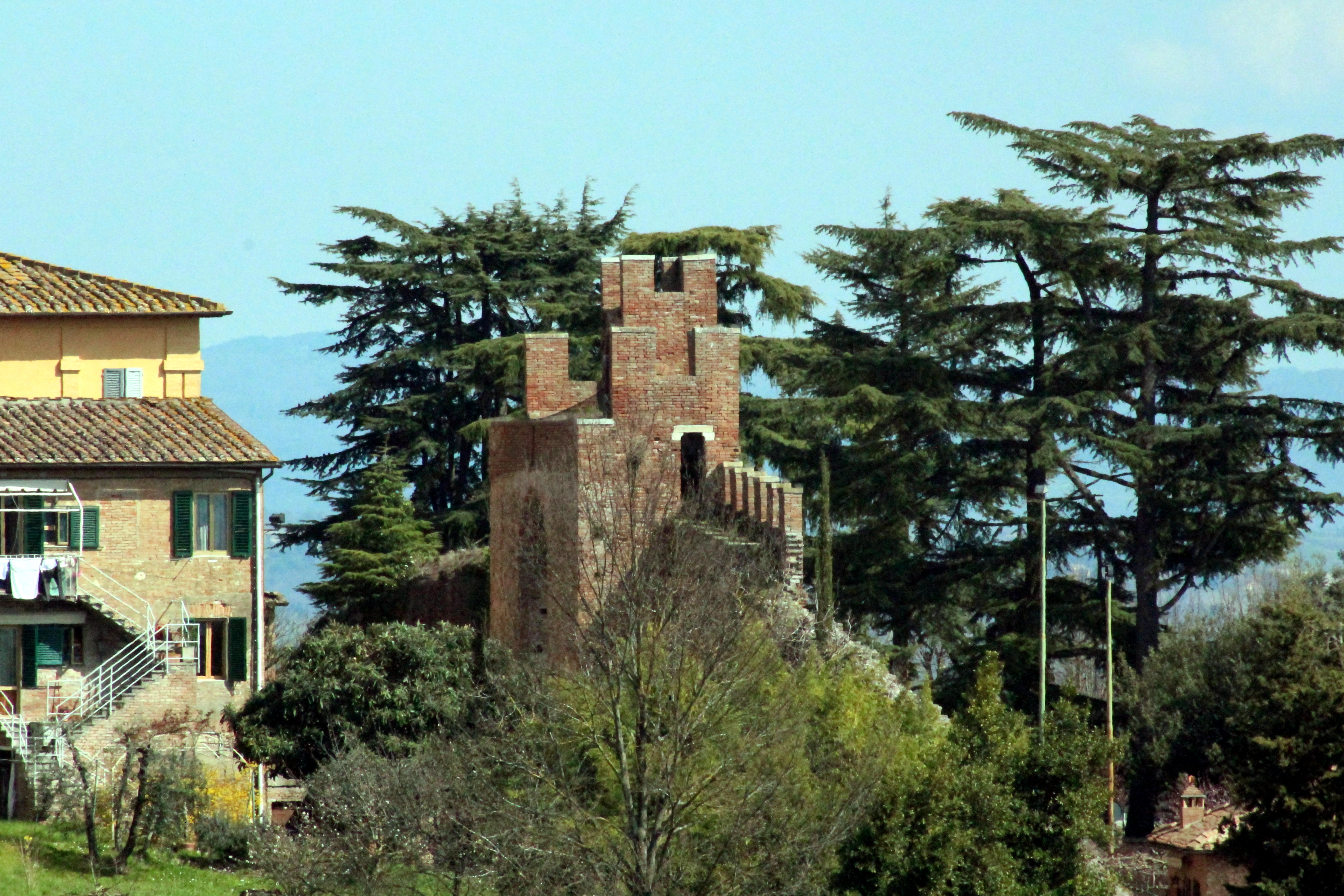
Das Stadttor Porta Tufi von Westen gesehen

## Lage
Das Stadttor Porta Tufi liegt am südlichen Ende von Siena am Ende der Via Pier Andrea Mattioli (benannt nach Pietro Andrea Mattioli). Die weiterführende Straße nach dem Stadttor heißt Strada dei Tufi und führt zum Fluss Tressa. Das Stadttor liegt im Stadtdrittel Terzo di Città in der Contrada Tartucca (Schildkröte) und liegt im Stadtmauerring zwischen der Porta Romana (das nicht mehr vorhandenen Tor Porta Giustizia, auch Porta Justizia, davor Porta in Val di Montone nicht gezählt) und der Porta San Marco.

## Aufbau
Als sekundäres Stadttor ist die Porta Tufi kein Kammertor, sondern, im Gegensatz zur Porta Romana und zur Porta Pispini, nur als einfaches Bogentor ohne Vortore konstruiert. Architektonisch besteht es aus Bogenfriesen und enthält im Gegensatz zu anderen Stadttoren keine Fresken oder weitere Verzierungen.

## Geschichte
Das Stadttor wurde 1325 oder 1326 von Agnolo di Ventura als federführenden Architekten errichtet. In der Nähe gab es wahrscheinlich schon um 1247 einen gleichnamigen Torbogen, der in der Konstitution des gleichen Jahres erwähnt wird. Das heutige Tor entstand im Zuge der Erweiterungen der Stadtmauern im Terzo San Martino und gehört somit zur sogenannten fünften Stadtmauer von Siena. Es ersetzte das weiter oben gelegene Tor Porta all’Arco. Bei der Konstruktion der Stadtmauern wurde zunächst das Stadttor errichtet, die dazugehörigen Stadtmauern wurden erst später vollendet. Das Teilstück zwischen Porta Romana und Porta Tufi wurde 1346 errichtet, das Teilstück von der Porta San Marco zur Porta Tufi erst 1415 vollständig fertiggestellt. Um 1355 war die Compagna militare von Porta all’Arco und die von Sant’Agata für die Verteidigung des Tores zuständig. Politische Bedeutung erlangte die Porta Tufi, als im Juli 1552 Enea Piccolomini und Giovanni Benedetti durch das Tor eintraten, um der Stadt Siena bei der Vertreibung der Spanier zu helfen. Das Stadttor wurde von 1932 bis 1935 restauriert.

## Bilder

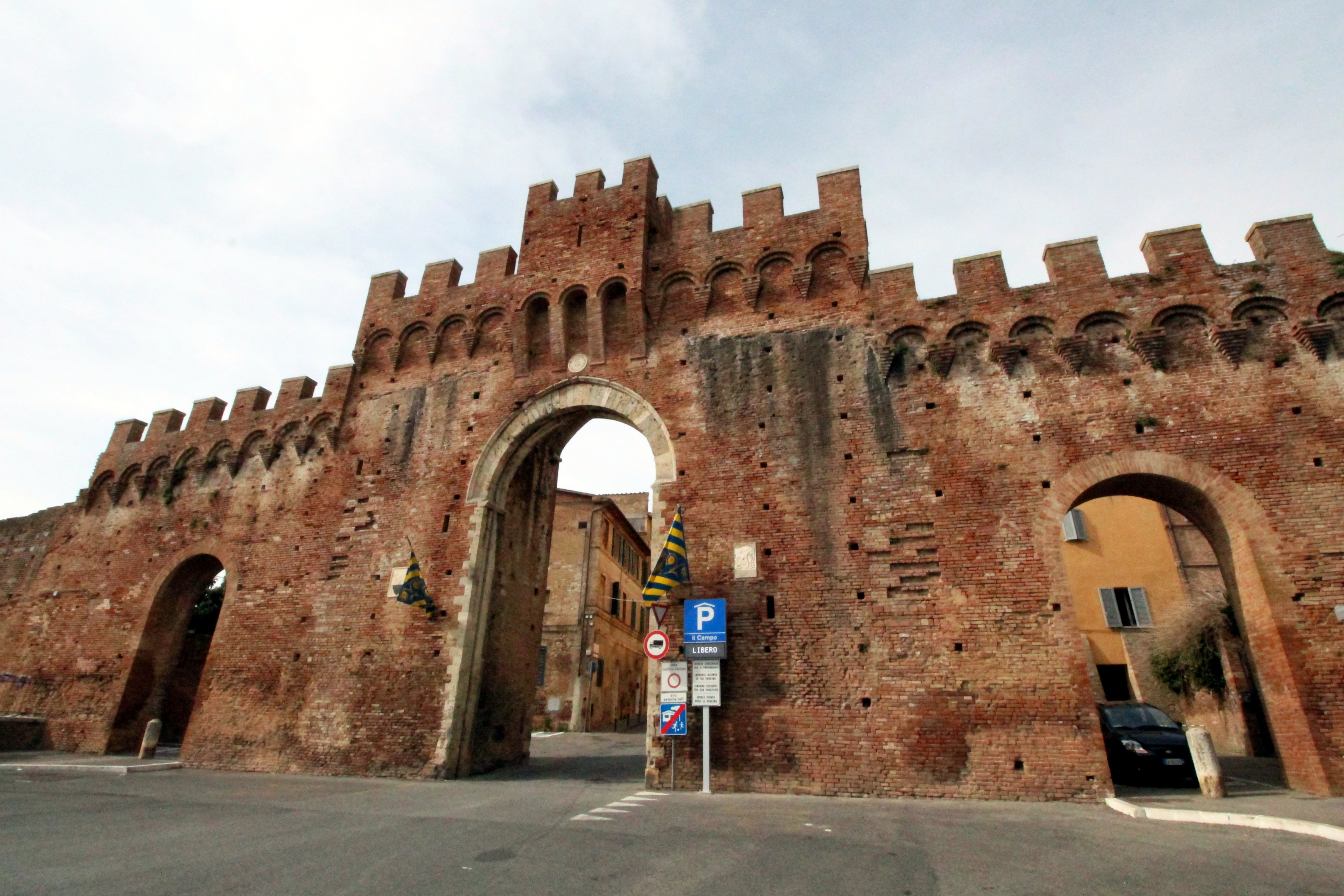
Außenfassade
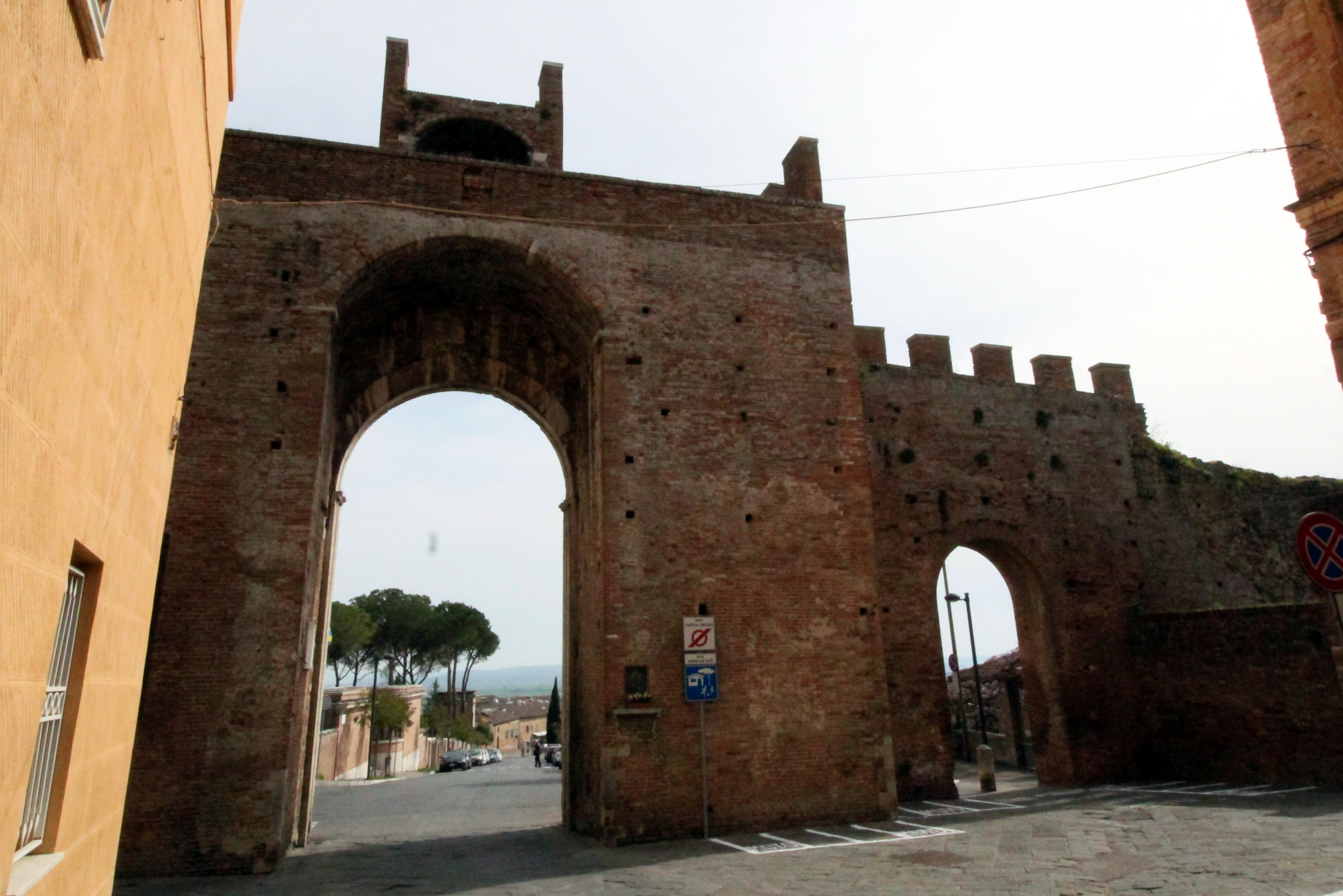
Die Innenfassade
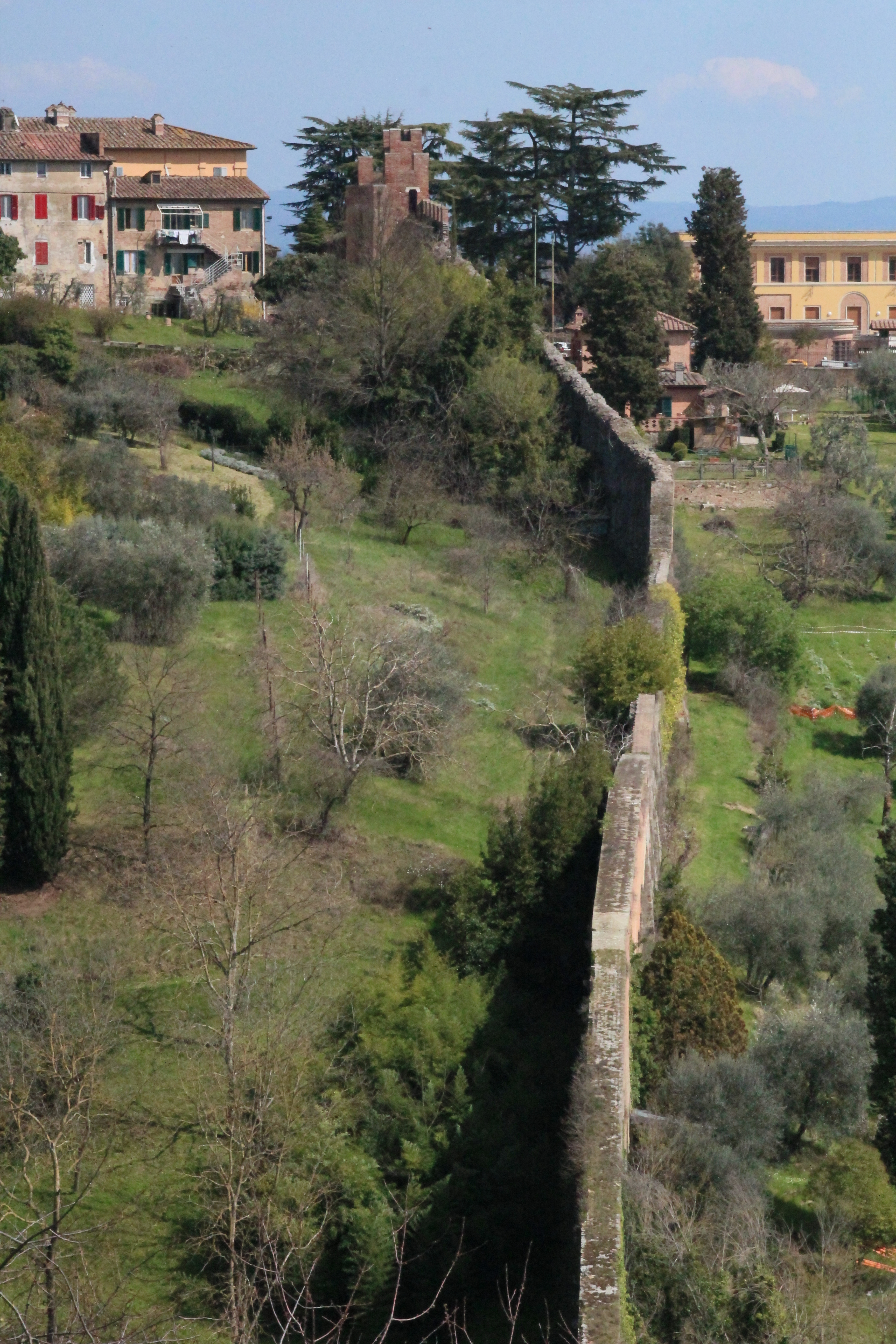
Ansicht von Westen mit den Stadtmauern, die zur Porta San Marco führen